# Zwierzchnicy Kościoła greckokatolickiego (Ukraińskiej Cerkwi greckokatolickiej)
Zwierzchnicy Kościoła unickiego, zwanego później greckokatolickim, który powstał w wyniku unii brzeskiej w Rzeczypospolitej Obojga Narodów. W wyniku rozbiorów Polski terytorium Kościoła i jego wierni znaleźli się pod władzą trzech państw zaborczych, prowadzących własną politykę wobec unitów. Obecnie za jego kontynuację uważany jest Kościół katolicki obrządku bizantyjsko-ukraińskiego (Ukraińska Cerkiew Greckokatolicka), w którego skład wchodzą archieparchia lwowska (zdelegalizowana przez władze komunistyczne w 1946, reaktywowana w 1991) i archieparchia przemysko-warszawska (niegdyś przemyska – zdelegalizowana przez władze komunistyczne w 1946, reaktywowana w 1991), wywodzące się bezpośrednio z Kościoła unickiego w Rzeczypospolitej.

## Metropolici–arcybiskupikijowscy,haliccyi całej Rusi
(siedzibą unickich metropolitów kijowskich było Wilno)
- 1596–1599 Michał Rahoza
- 1600–1613 Hipacy Pociej
- 1613–1637 Józef Welamin Rutski
- 1637–1640 Rafał Korsak
- 1641–1655 Antoni Sielawa
- 1655–1674 Gabriel Kolenda
- 1674–1693 Cyprian Żochowski
- 1694–1708 Lew Ślubicz-Załęski
- 1708–1713 Jerzy Winnicki
- 1714–1728 Leon Kiszka
- 1728–1746 Atanazy Szeptycki
- 1748–1762 Florian Hrebnicki
- 1762–1778 Felicjan Filip Wołodkowicz
- 1778–1779 Leon Ludwik Szeptycki
- 1780–1788 Jason Junosza Smogorzewski
- 1788–1805 Teodozy Rostocki

## Biskupi unickiejdiecezji supraskiej
(zwierzchnicy unitów pod zaborem pruskim)
- 1797–1801 Teodozy Wisłocki
- 1804–1805 Mikołaj Duchnowski
- 1807–1809 Leon Ludwik Jaworowski (biskup nominat)

## Metropolicicerkwi unickiejwRosji
(arcybiskupi "prawobrzeżni" – zależni od Rosji, nieuznający mianowanych przez papieża metropolitów rezydujących we Lwowie)
- 1806–1809 Herakliusz Lisowski
- 1809–1814 Grzegorz Kochanowicz
- 1817–1838 Jozafat Bułhak
- 1838–1839 Józef Siemaszko – przewodniczący greckounickiego kolegium w Petersburgu: likwidacja Kościoła unickiego na ziemiach zabranych, pod władzą Rosji pozostała jedynie unicka diecezja chełmska na terenie Królestwa Polskiego

## Uniccy biskupi chełmscy
(zwierzchnicy grekokatolików pod władzą Rosji w l. 1839–1875)
- 1828–1851 Filip Felicjan Szumborski
- 1851–1863 Jan Teraszkiewicz
- 1863–1866 Jan Mikołaj Kaliński (biskup nominat)
- 1866–1868 Józef Wójcicki, zarządca
- 1868–1871 Michał Kuziemski
- 1871–1875 Marceli Popiel (prawosławny administrator diecezji)

## Metropolici haliccy – arcybiskupi lwowscy
(zwierzchnicy grekokatolików w Galicji – zabór austriacki do 1918 r.)
- 1808–1814 Antoni Angełłowicz
- 1814–1816	Mychajło Harasewycz (administrator metropolii)
- 1816–1858 Michał Lewicki
- 1860–1866 Grzegorz Jachimowicz
- 1864–1869 Spirydion Litwinowicz
- 1870–1882 Josyf Sembratowycz
- 1882–1898 Sylwestr Sembratowycz
- 1899–1900 Julian Kuiłowski
- 1900–1944 Andrzej Szeptycki
- 1944–1963 Josyf Slipyj

## Metropolici –arcybiskupi więksilwowscy
- 1963–1984 Josyf Slipyj
- 1984–2000 Myrosław Lubacziwśkyj
- 2001–2005 Lubomyr Huzar

## Metropolici –arcybiskupi więksikijowsko-haliccy
- 2005–2011 Lubomyr Huzar
- od 2011 Światosław Szewczuk